# 黒蔦屋敷の秘めごと
『黒蔦屋敷の秘めごと』（くろつたやしきのひめごと、Dark sweet nightmare ）は、大海とむによる日本の漫画作品。『プチコミック』（小学館）にて2014年2月号から2015年4月号まで連載された。単行本は全3巻。

## あらすじ
鬱蒼とした木々と蔦に覆われ、近所の人から「黒蔦屋敷」と呼ばれる屋敷に暮らす美青年・雁来雪比古は、幼い頃から虚弱体質で、死にかけては入退院を繰り返していた。我が子の回復を望んだ母親は魔物の唆しによって、息子に人の魂を糧にする魔物を憑かせてしまった。かつて、家政婦をしていた母と屋敷に暮らしていた千鶴は、大学卒業後に自身も家政婦として屋敷に戻り、慕い続けてきた「雪比古坊っちゃま」との再会を果たす。雪比古との美しい思い出を壊しかねない、変態と言っても過言ではない雪比古の性質が明らかになるが、魔物が憑いていることで苦しむ雪比古を支えていく決心をする。

## 登場人物
千鶴（ちづる）
家政婦をしていた母・千種と供に黒蔦屋敷の離れで暮らし、雪比古を「坊ちゃま」と慕っていた。母が亡くなり、伯父に引き取られることが決まってからは再会を約束し、手紙のやり取りを続けた。伯父夫妻からは愛情は与えられず、雪比古との文通だけが心の拠り所だった。雪比古のために家政科のある大学を選んだ。
雁来 雪比古（かりき ゆきひこ）
黒蔦屋敷に一人で暮らす美青年。幼い頃から体が弱く入退院を繰り返しては死にかける息子を不憫に思った母親が魔物の唆しにより取引をし、雪比古の体に魔物を宿らせた。魔物が食餌のために体を出入りする際に激しい苦痛を伴う。しかしながら、その副産物とも言える千里眼の力を手に入れ、企業家や政治家の相談を高額で受けている。東京の本家からはめったに家族は来ず、千鶴が来るまでは週に1度だけ家政婦が世話をしに来るのみであった。
千鶴に尋常でない執着心を抱いており、千鶴自身は無くしたと思っていた数々の私物をコレクションし（下着類や使用済みの歯ブラシなどを含む）、趣味や嗜好を把握していた。伯父夫妻の元で暮らす千鶴が雪比古を忘れないよう、金を与えて千鶴の動向を報告させ、千鶴が不自由を感じない程度に遠隔で束縛していた。

## 書誌情報
- 大海とむ『黒蔦屋敷の秘めごと』 小学館〈フラワーコミックスα〉 全3巻
  1. 2014年7月10日発売、ISBN 978-4-09-136250-6[3]
  2. 2015年1月09日発売、ISBN 978-4-09-136747-1[4]
  3. 2015年5月08日発売、ISBN 978-4-09-137098-3[5]